# Listă de simfile din România
Lista simfilelor din România cuprinde 11 specii din 6 genuri și 2 familii (2018).

## Familia Scolopendrellidae
Genul Symphylella
- Symphylella vulgaris (Hansen, 1903)
- Symphylella isabellae (Grassi, 1886)

Genul Geophilella
- Geophilella pyrenaica Ribaut, 1913

Genul Parviapiciella
- Parviapiciella balcanica (Remy, 1943)

Genul Scolopendrella
- Scolopendrella notacantha Gervais, 1844

Genul Scolopendrellopsis
- Scolopendrellopsis pretneri Juberthie-Jupeau, 1963

Genul Symphylellopsis
- Symphylellopsis subnuda (Hansen, 1903)

## Familia Scutigerellidae
Genul Scutigerella
- Scutigerella carpatica Juberthie-Jupeau & Tabacaru, 1968
- Scutigerella orghidani Juberthie-Jupeau & Tabacaru, 1968
- Scutigerella remyi Juberthie-Jupeau, 1963

Genul Hanseniella
- Hanseniella nivea (Scopoli, 1763)